# Powiat Mie
Powiat Mie (jap. 三重郡 Mie-gun) – powiat w Japonii, w prefekturze Mie. W 2024 roku liczył 66 545 mieszkańców.

## Miejscowości
- Asahi
- Kawagoe
- Komono